# Porcellio moebiusii
Porcellio moebiusii är en kräftdjursart som beskrevs av Karl Wilhelm Verhoeff1901. Porcellio moebiusii ingår i släktet Porcellio och familjen Porcellionidae. Inga underarter finns listade i Catalogue of Life.